# قشق أباد
قشق‌ أباد (بالفارسية: قشق‌آباد) هي قرية تقع في قسم بيزكي الريفي (مقاطعة تشناران) في إيران. يقدر عدد سكانها بـ 365 نسمة بحسب إحصاء 2016.